# Războiul de Independență al Venezuelei
Războiul de Independență al Venezuelei 1811-1823 a fost unul din Războaiele de independență din America de Sud la începutul secolului al XIX-lea, când mișcările de independență purtate împotriva Imperiului Spaniol s-au intensificat datorită oportunității create de problemele Spaniei în Războaiele Napoleoniene.
În data de 5 iulie 1811 șapte din Capitaneriile din Venezuela și-au declarat independența prin Declarația de Independență Venezuelană, mai târziu adoptând și o constituție. Prin aceasta Venezuela a fost prima colonie spaniolă, care și-a declarat independența și cea de a treia de pe continentul american după Statele Unite (cele 13 colonii) și Haiti. Congresul Național l-a numit pe Francisco de Miranda (1750–1816) la comanda forțelor armate revoluționare, avându-l ca locotenent-general pe Simón Bolívar. Prima Republică Venezuelană a fost însă desființată după cutremurul din 1812 din Caracas și după Bătălia din La Victoria (1812).
Simón Bolívar a condus „Admirabila Campanie” de recucerire a Venezuelei și în 1813 a instituit A Doua Republică Venezuelană, care de asemenea a avut viață scurtă din cauza unor revolte locale și recucerirea de către roialiștii spanioli. Doar datorită campaniei lui Bolivar de eliberare a Noii Granada din anii 1819-1820 Venezuela și-a câștigat în final independența de Spania (inițial ca parte a Columbiei Mari).
În data de 17 decembrie 1819 Congresul din Angostura a declarat independența Columbiei Mari. După încă doi ani de război, în care a pierit aproape jumătate din populația albă a Venezuelei, sub conducerea lui Simón Bolívar țara și-a câștigat în 1821 independența de Spania, alături de Columbia, Panama și Ecuador, care până în anul 1830 erau parte a Columbiei Mari.

## Antecedente

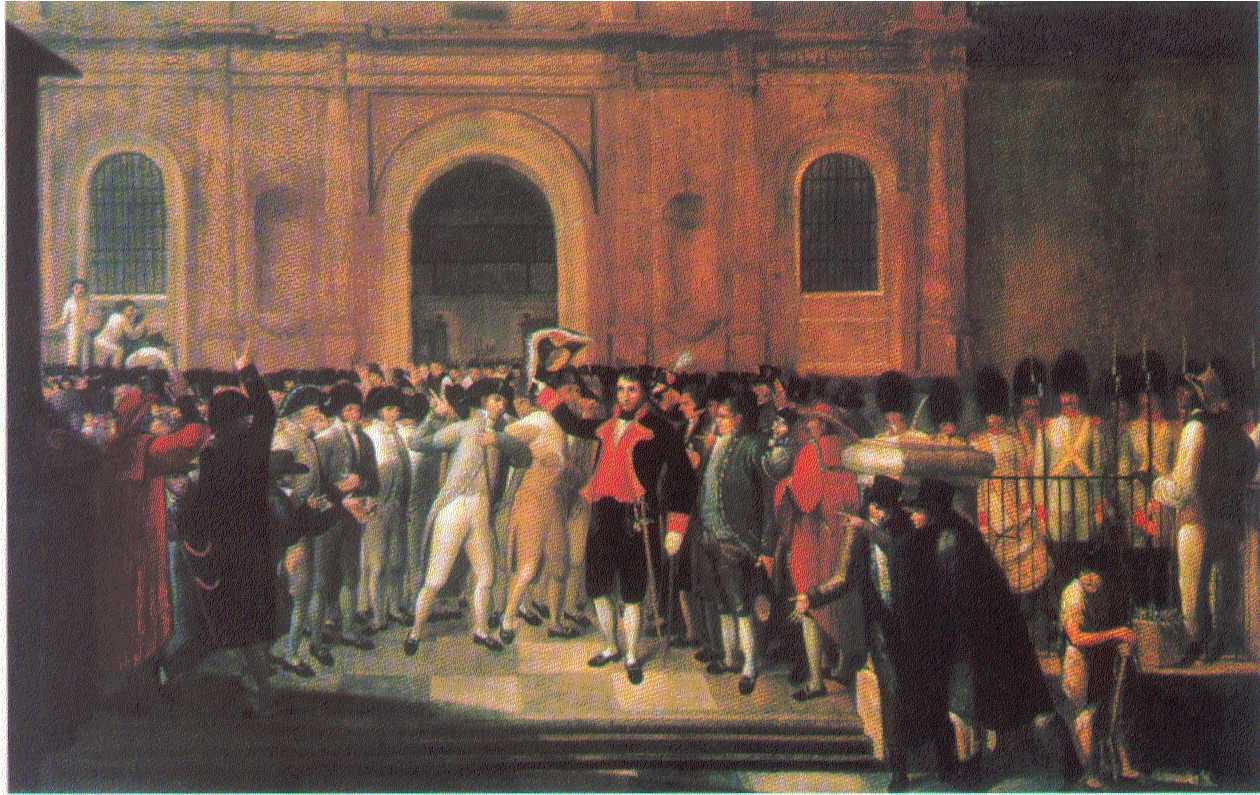
Vicente Emparán (în palton negru cu revere roşii) susţinut de mulţime în drum spre Palatul Federal Legislativ (1835-Caracas)

Câteva evenimente din Europa au pregătit terenul pentru Declarația de Independență Venezueleană. Războaiele Napoleoniene nu numai că au slăbit puterea Imperiului Spaniol, dar au pus neoficial Marea Britanie de partea mișcării de independență. În mai 1808 a cerut abdicarea lui Ferdinand al VII-lea al Spaniei și peste câteva luni al tatălui său, Carol al IV-lea al Spaniei. Napoleon l-a pus pe tronul Spaniei pe fratele său, Joseph Bonaparte cu numele de José I al Spaniei. Încoronarea lui Joseph Bonaparte ca rege a Spaniei a marcat începutul propriului război de independență a Spaniei de sub hegemonia franceză. Prima mare înfrângere suferită de Franța a fost în Bătălia din Bailén (Andaluzia) unde  Pablo Morillo (viitorul comandant spaniol care va invada Venezuela și Noua Granada)  a luptat alături de Emeterio Ureña (un ofițer roialist) José de San Martín (viitorul eliberator al Argentinei și Chilei) împotriva generalului francez Pierre Dupont. În data de 18 aprilie 1810 în Caracas, Venezuela au sosit agenți roialiști și a doua zi, de Joia Mare în Palatul Federal Legislativ au preluat puterea în numele lui Ferdinand al VII-lea al Spaniei, numindu-se Junta Supremă de Apărare a Drepturilor lui Ferdinand al VII-lea (La Suprema Junta Conservadora de los Derechos de Fernando VII), demițând oficialii coloniali, în frunte cu  căpitanul general Vicente Emparán. Aceste fapte vor duce în curând la Declarația de indepedență față de Spania.

## Prima Republică (1811-1812)

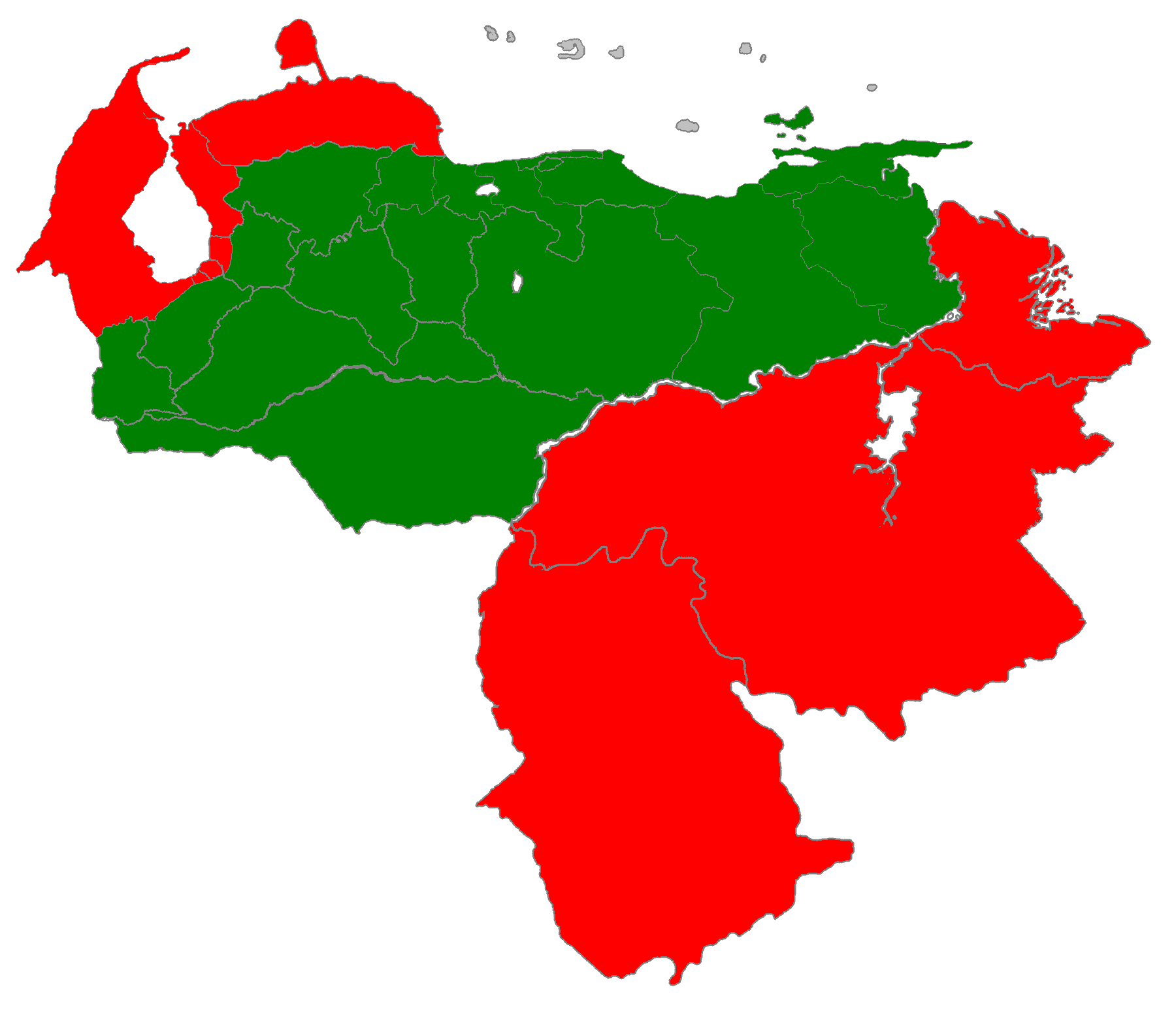
Teritoriul Primei Republici cu culoarea verde, a Doua Republică se extinde şi cu suprafaţa colorată în roşu.

Drapelul Republicii Venezuela - 1811

În alte regiuni s-au păstrat autoritățile coloniale și continuau să recunoască puterea regală. Această situație a condus în mod invitabil la război civil între venezuelanii care erau în favoarea juntelor autonome și loialiștilor coroanei spaniole. La scurt timp după ce s-a format junta, s-a întors din exil Francisco de Miranda, care era persona non grata în Venezuela datorită încercării lui eșuate de a elibera Venezuela. Miranda s-a folosit de climatul politic în rapidă schimbare, fiind ales în Congres. A început să adune în jurul său persoane cu idei similare formând o asociație după modelul Clubului Iacobinilor, cu care exercita presiuni asupra Congresului. Independența a fost declarată formal în . Constituția a fost concepută în mare parte de avocatul Juan Germán Roscio și ratificată în data de 21 decembrie 1811. Constituția a creat o puternică legislatură bicamerală, puterea executivă fiind exercitată de un triumvirat, desemnat de Congres. Acest guvern nu a fost mult timp în funcție, pentru că nu a fost implementat pe de-a întregul. Provinciile și-au creat propriile lor constituții, drept recunoscut de Congres.
Provinciile Maracaibo, Guyana și districtul Coro au rămas loiale Juntei Supreme Centrale din Spania.
Noua Confederație și-a declarat dreptul de a guverna teritoriile fostei Capitanerii din Venezuela, Ca urmare, în anul 1810,  în regiune a izbucnit războiul civil între teritoriile roialiștilor (care doreau menținerea uniunii cu Spania) și cele ale republicanilor (care doreau independența).
Expedițiile militare efectuate cu scopul de a aduce Coro și Guyana sub controlul Republicii au eșuat. În 1811, în orașul Valencia (provincia Carabobo) a avut loc o revoltă împotriva Republicii, carea fost însă înnăbușită. În 1812 situația tinerei republici s-a agravat. Veniturile au scăzut, Spania a instituit o blocadă, care a fost dealtfel ușor ocolită de navele comerciale britanice și americane.
În data de 26 martie 1812 un cutremur devastator de magnitudine 7,7 pe scara de magnitudine Richter a lovit zona republicană (Caracas, La Guaira,  Barquisimeto, San Felipe și Mérida), provocând moartea a 15.000-20.000 de persoane. În aceste momente disperate lui Miranda i s-a dat putere dictatorială, cu toate că nu reușea să oprească avansul roialiștilor conduși de căpitanul Domingo de Monteverde. 
Pe la mijlocul anului, după Bătălia de la San Mateo, Republica s-a prăbușit. Miranda s-a predat lui Monteverde și la 25 iunie 1812 s-a semnat armistițiul.